# Te Deum in Do
Il Te Deum in Do è una composizione corale sacra di Benjamin Britten, un'ambientazione del Te Deum sul testo inglese del Libro delle preghiere comuni. Britten lo compose nel 1934 tra l'11 luglio e il 17 settembre, scrivendolo per voce bianca solista, coro a quattro voci (SATB) e organo.

## Storia e versioni
Britten dedicò il lavoro a Maurice Vinden e il coro di St Mark's, N. Audley St, Londra. Fu eseguito per la prima volta in concerto presso la chiesa medievale di St Michael, Cornhill, Londra, il 13 novembre 1935 dai cantanti di San Michele e dall'organista George Thalben-Ball, con il soprano May Bartlett, diretto da Harold Darke. Il lavoro è stato tra le prime composizioni di Britten ad essere pubblicate dalla Oxford University Press.
Commissionato dalla BBC, Britten orchestrò il lavoro nel 1936 tra il 14 e il 20 gennaio, per arpa o pianoforte e orchestra d'archi. Questa versione fu eseguita per la prima volta in concerto al Mercury Theatre, Londra, il 27 gennaio 1936 nella serie di concerti Lemare, dal coro di St Alban the Martyr, Holborn, diretto da Reginald Goodall. Britten suonò la viola nell'orchestra (non specificata).
Britten nel 1961 compose Jubilate Deo in Do come brano collegato.

## Musica
La musica, in un movimento, si basa su un ostinato dell'organo all'inizio e nella ripresa, dopo una sezione centrale contrastante; richiede circa 9 minuti per l'esecuzione. A partire dal pianissimo, le voci costruiscono accordi dal basso al soprano. Barry Holden la descrive così: "Nelle prime pagine aderisce saldamente ad un accordo di do maggiore nelle parti corali e costruisce la sua attrazione musicale senza l'uso tradizionale della progressione armonica, ma con l'uso di brevi motivi che vengono costantemente rielaborati". A poco a poco più intense, le voci raggiungono il culmine in "Holy, Holy, Holy". Dopo una sosta generale, proclamano all'unisono con l'organo: "Signore Dio di Sabaoth". Nella sezione centrale il solista si rivolge a Dio sottovoce: "Tu sei il Re della gloria, o Cristo". Il coro si unisce, non solo in questo verso, con "O Cristo", ripetendo quello schema anche per le successive acclamazioni fino a "Hai aperto il Regno dei Cieli a tutti i credenti", inserendo infine solo "Cristo". Holden commenta: "L'ossessionante assolo degli acuti che contrappone l'assolo al coro è un'idea assolutamente geniale". Un secondo culmine viene raggiunto prima di un finale tranquillo. Paul Spicer riassume nel suo commento per l'editore Boosey & Hawkes: "Ha drammaticità, energia, varietà, chiarezza e integrità della struttura".